# Cheumatopsyche alvarezi
Cheumatopsyche alvarezi is een soort fossiele schietmot thuộc họ Hydropsychidae. Chúng phân bố ở vùng Tân nhiệt đới.